# White Pepper
White Pepper è il settimo album in studio del gruppo musicale statunitense Ween, pubblicato il 2 maggio 2000 dalla Elektra Records.

## Accoglienza
| Recensione    | Giudizio |
| ------------- | -------- |
| AllMusic      |          |
| NME           |          |
| Pitchfork     | 8/10     |
| Rolling Stone |          |

White Pepper ha ottenuto recensioni positive da parte dei critici musicali. Su Metacritic, sito che assegna un punteggio normalizzato su 100 in base a critiche selezionate, l'album ha ottenuto un punteggio medio di 66 basato su tredici recensioni.

## Tracce
Testi e musiche dei Ween
1. Exactly Where I'm At – 4:31
2. Flutes of Chi – 3:30
3. Even If You Don't – 3:25
4. Bananas and Blow – 3:34
5. Stroker Ace – 2:08
6. Ice Castles (Instrumental) – 2:05
7. Back to Basom – 3:46
8. The Grobe – 3:32
9. Pandy Fackler – 3:57
10. Stay Forever – 3:32
11. Falling Out – 2:28
12. She's Your Baby – 3:00

## Classifiche
| Classifiche (2000) | Posizione massima |
| ------------------ | ----------------- |
| Germania           | 83                |
| Stati Uniti        | 121               |